# Sammy Hagar
Sammy Hagar, all'anagrafe Samuel Roy Hagar (Monterey, 13 ottobre 1947), è un cantante e chitarrista statunitense, famoso per la sua carriera solista e per essere stato membro dei Montrose e, in seguito alla defezione di David Lee Roth, dei Van Halen e attualmente milita nel supergruppo Chickenfoot.

## Biografia
Dopo varie esperienze in band locali della Southern California, Hagar debuttò come cantante dei Montrose nel 1973. Il primo successo dell'artista si deve alla canzone Bad Motor Scooter, nella quale la chitarra distorta, utilizzando uno slide, imita il rumore del motore di una moto che si allontana. La sua potente voce lo rese presto celebre in ambito rock e lanciò la sua carriera solista, che continuò con discreto successo tra la fine degli anni settanta e l'inizio degli ottanta. Il suo maggiore successo è probabilmente I Can't Drive 55, un brano che fa riferimento ironico al vecchio limite massimo di velocità vigente negli Stati Uniti, e che verrà inserito nel film Ritorno al futuro - Parte II quando Marty McFly si ritrova in una Hill Valley alternativa e degradata. Nel 1987 incide il brano Winner Takes It All per la colonna sonora del film Over the Top con Sylvester Stallone.
Nel 1985 Hagar si unì ai Van Halen, ricevendo il difficile compito di rimpiazzare nel cuore dei fan il carismatico frontman David Lee Roth. Con i Van Halen incise quattro album in studio: 5150 (1986), OU812 (1988), For Unlawful Carnal Knowledge (1991) e Balance (1995), che raggiunsero tutti la vetta delle classifiche statunitensi. Nel 1987 incise anche l'album solista I Never Said Goodbye con la partecipazione di Eddie van Halen. Si separò dal gruppo dopo aver collaborato alla colonna sonora del film Twister nel 1996, dopo un decennio di successi, ma la sua presenza nella band gli ha valso, il 12 marzo 2007, l'iscrizione nella Rock and Roll Hall of Fame. Nel 2008 fonda insieme all'amico Joe Satriani e al fido ex compagno nei Van Halen Michael Anthony il supergruppo Chickenfoot.

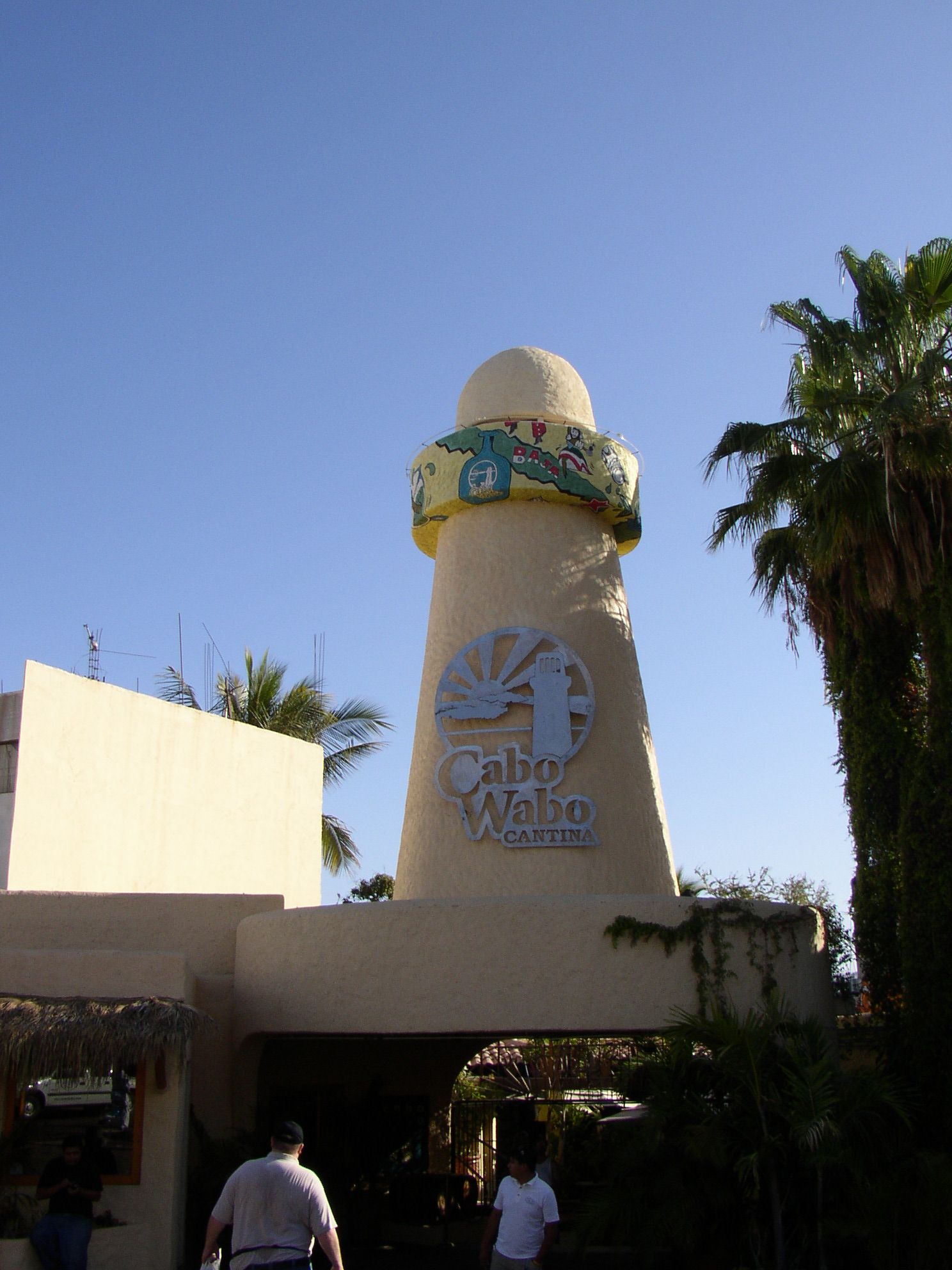
Ingresso del ristorante Cabo Wabo a Cabo San Lucas

Sammy possiede il club/ristorante Cabo Wabo (da cui il nome di un brano contenuto nell'album OU812 dei Van Halen), situato a Cabo San Lucas, Messico, un paese che in precedenza egli aveva già visitato numerose volte a causa della sua passione per la tequila. Tale passione lo ha portato perfino a produrre un proprio marchio di tequila premium con l'intento iniziale di servirlo nel suo locale: ma il successo di questa iniziativa è stato tale da aver consentito l'apertura di due locali in franchising negli USA (con relativa vendita di merchandise) nonché la distribuzione a livello nazionale della tequila Cabo Wabo, il cui gruppo produttore, in data 2 gennaio 2008, è stato strategicamente partecipato all'80% dall'italiana Campari per la cifra di ben 80 milioni di dollari, pari a circa 60 milioni di euro.
Nel 2014 compie un cameo nell'episodio "Coverart" della serie animata I Simpson, dove interpreta un carcerato che racconta una storia ai malcapitati protagonisti durante i titoli di coda.

## Vita privata
Hagar si è sposato con la sua prima moglie, Betsy Berardi, il 3 novembre 1968. I due hanno dato vita ad Aaron (nato nel 1970) e Andrew (nato nel 1984). Nel 1994 la coppia ha divorziato dopo 26 anni di matrimonio. Hagar si è allora sposato una seconda volta, con Kari Karte, il 29 novembre 1995. I due hanno avuto due figlie, Kama (nata nel 1996) e Samantha (nata nel 2001).
Hagar è cugino del cantante Ken Tamplin, leader degli Shout. È un sostenitore del Partito Repubblicano.
Nel marzo 2011 ha pubblicato la sua autobiografia Red: My Uncensored Life In Rock.

## Discografia

### Solista

#### Album in studio
- 1976 - Nine on a Ten Scale
- 1977 - Sammy Hagar
- 1977 - Musical Chairs
- 1979 - Street Machine
- 1980 - Danger Zone
- 1981 - Standing Hampton
- 1982 - Three Lock Box
- 1984 - VOA
- 1987 - I Never Said Goodbye
- 1997 - Marching to Mars
- 2008 - Cosmic Universal Fashion
- 2013 - Sammy Hagar & Friends
- 2014 - Lite Roast

#### Live
- 1978 - All Night Long
- 1983 - Live 1980
- 1989 - Live - Very Live in Concert

### Con i Montrose
- 1973 - Montrose
- 1974 - Paper Money
- 2000 - The Very Best of Montrose

### Con gli HSAS
- 1984 - Through the Fire

### Con i Van Halen
- 1986 - 5150
- 1988 - OU812
- 1991 - For Unlawful Carnal Knowledge
- 1995 - Balance

#### Live
- 1993 - Live: Right Here, Right Now

### Con i Waboritas
- 1999 - Red Voodoo
- 2000 - Ten 13
- 2002 - Not 4 Sale
- 2003 - Live: Hallelujah
- 2006 - Livin' It Up!

### Con i Chickenfoot
- 2009 - Chickenfoot
- 2011 - Chickenfoot III

#### Live
- 2012 - LV

### Partecipazioni
- Jeff Watson - Lone Ranger
- Meat Loaf - Welcome to the Neighborhood
- Alice Cooper - A Fistful of Alice
- Ted Nugent - ShutUp&Jam![5][6]